# کلیسای ریدارهولمن

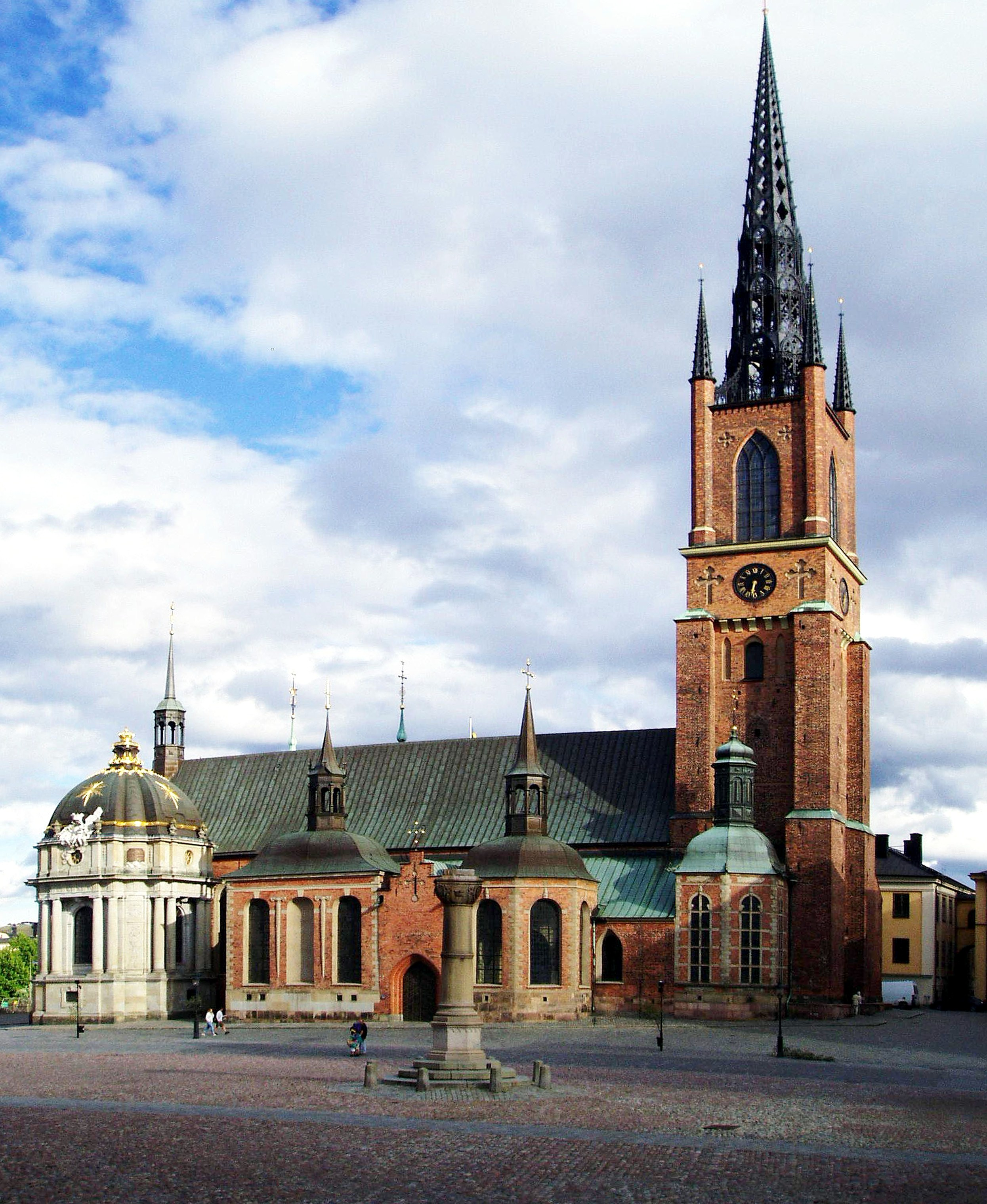
نمای کلیسای ریدارهولمن از سمت شمال.

کلیسای ریدارهولمن محل دفن پادشاهان کشور سوئد است. این کلیسا در جزیرهٔ ریدارهولمن شهر استکهلم و در فاصلهٔ پانصد متری از کاخ سلطنتی استکهلم واقع شده است. از سال ۱۸۰۷ کارکرد مذهبی این کلیسا از بین رفته و اکنون تنها به عنوان محل دفن و مراسم رسمی استفاده می‌شود. تمام پادشاهان سوئد از گوستاو آدولف دوم (درگذشتهٔ ۱۶۳۲) تا گوستاو پنجم (درگذشتهٔ ۱۹۵۰) و همچنین بعضی از پادشاهان پیش از آنان در این کلیسا دفن شده‌اند (به استثنای ملکه کریستینا که در کلیسای سن پیترو رم دفن شده است). این کلیسا یکی از قدیمی‌ترین ساختمان‌های شهر استکهلم است که سابقه بخش‌هایی از آن به قرن سیزدهم میلادی برمی‌گردد.
آرم دارندگان نشان سرافیم بعد از مرگ در این کلیسا نصب می‌شود. همچنین هنگام مراسم خاکسپاری هر یک از دارندگان این نشان ناقوس کلیسا بین ساعت ۱۲ تا ۱ بعدازظهر به طور مداوم نواخته می‌شود.

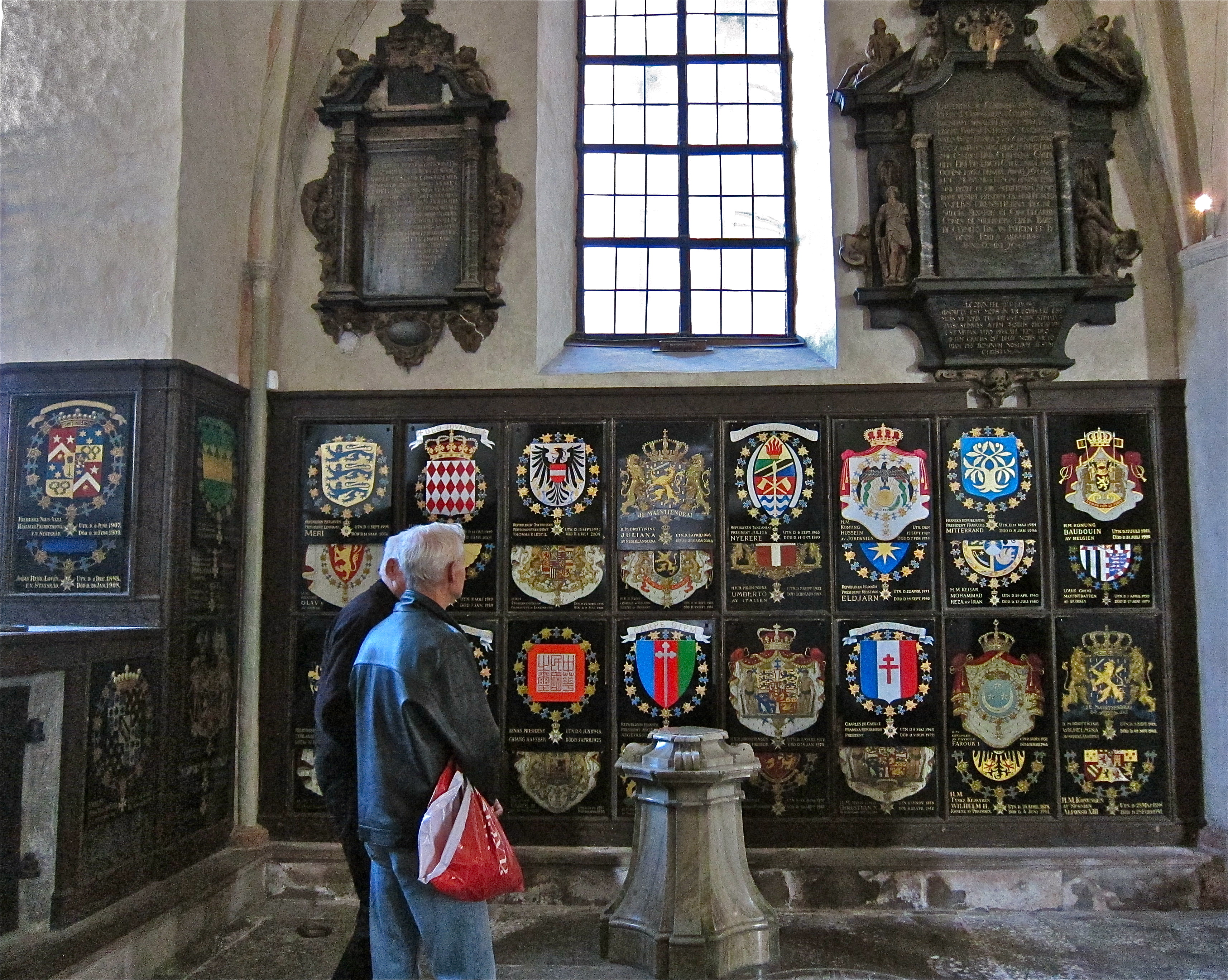
قسمتی از آرم‌های دارندگان نشان سرافیم در کلیسای ریدارهولمن. بخشی از آرم محمدرضا پهلوی نیز در تصویر دیده می‌شود.